# Carlo Felice Trossi

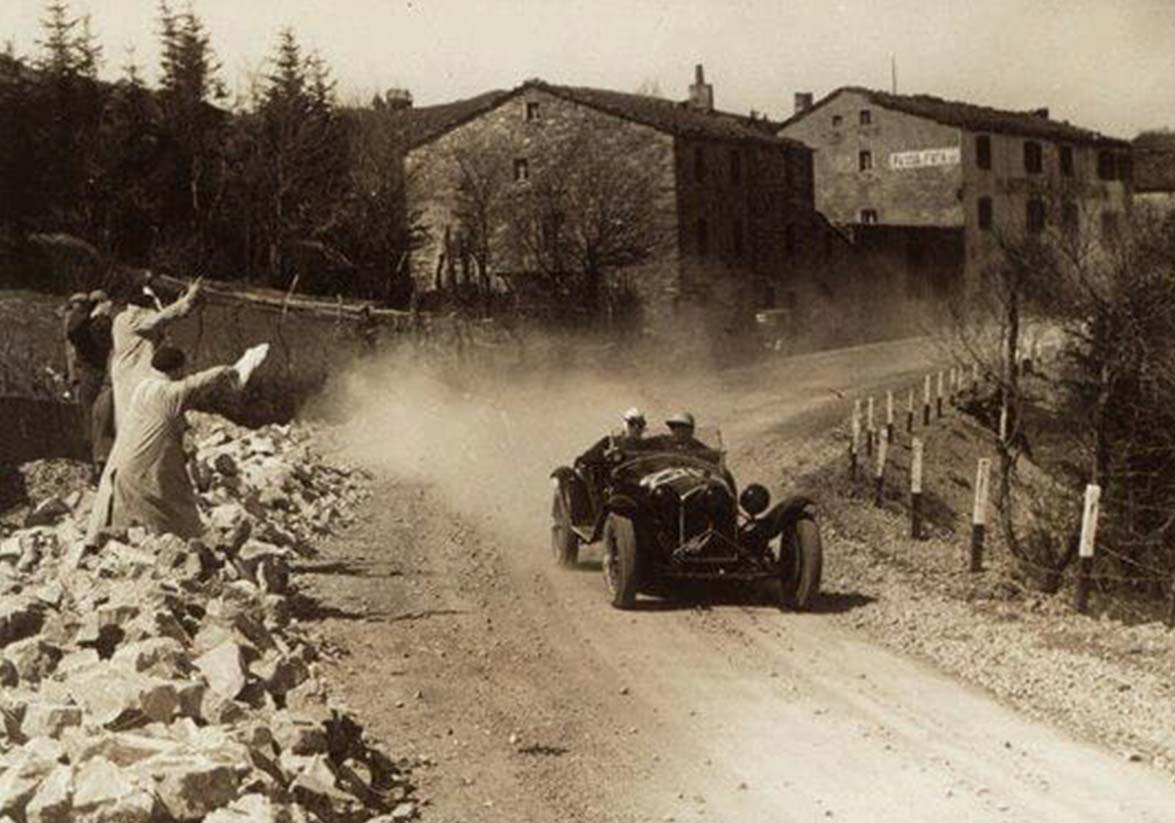
Trossi compitiendo la Mille Miglia 1932.

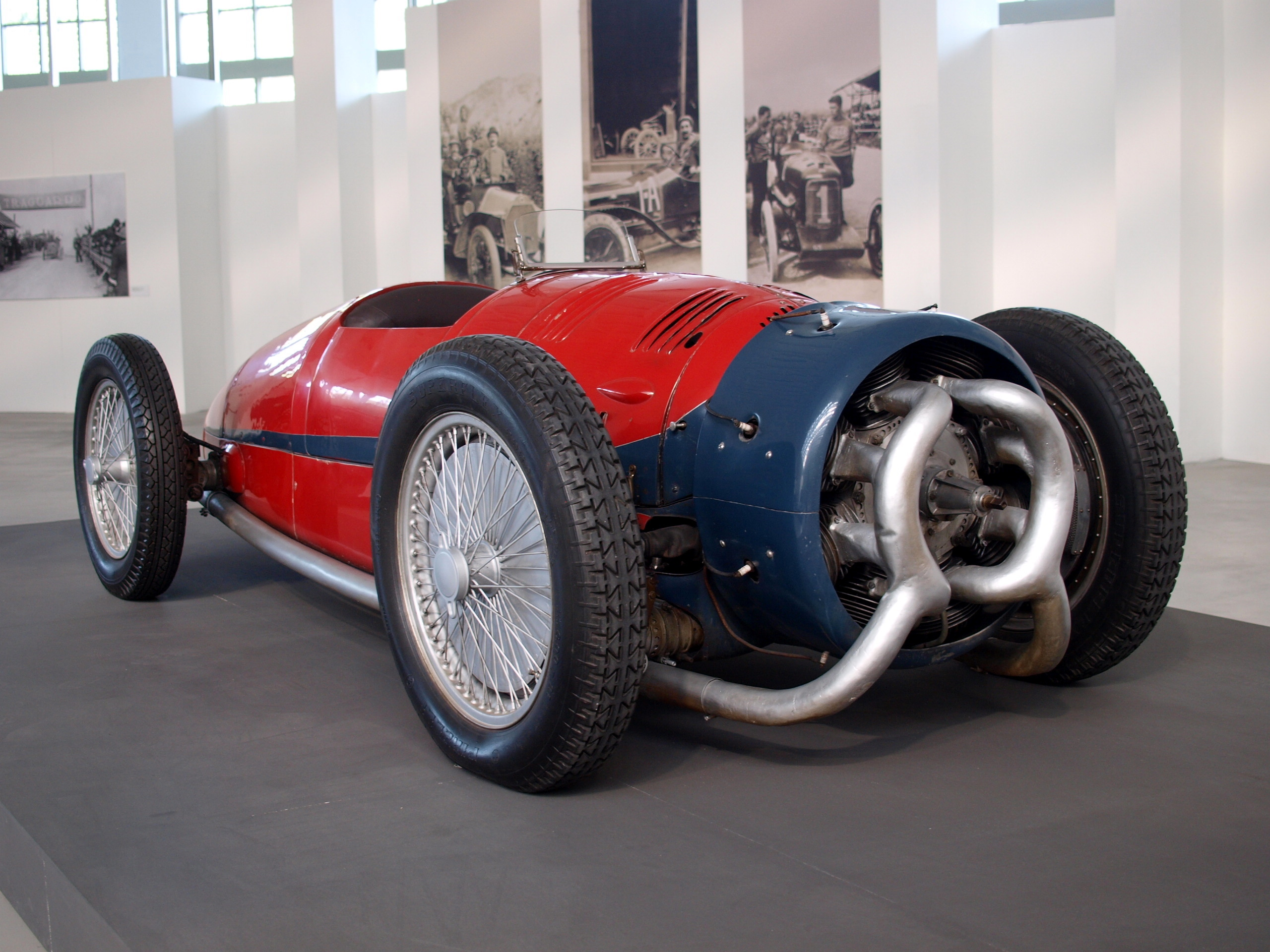
Monaco-Trossi, exhibido en el Museo Nazionale dell'Automobile, Turín.

Conde Carlo Felice Trossi (Biella, Piamonte, 27 de abril de 1908-Milán, 9 de mayo de 1949) fue un piloto de automovilismo y diseñador italiano. Destacó en la era de los Grandes Premios, corriendo con los equipos Ferrari, Alfa Romeo y, en pocas ocasiones, Maserati. 

## Biografía
De familia aristocrática, Carlo Felipe comenzó a correr como pasatiempo. Su padre era un empresario de la industria textil y su abuelo materno, el reconocido alpinista y fotógrafo Vittorio Sella. Sus primeras competencias fueron en subidas de montaña en inicios de los años 30, a bordo de un Mercedes-Benz.
Fue presidente de la Scuderia Ferrari ese año, la cual había sido fundada en 1929 por Enzo Ferrari y competía en carreras de Gran Premio con automóviles de Alfa Romeo. Con este equipo ganó el Circuito de Biella, el Gran Premio de Vichy y el de Montreux, conduciendo un Alfa Romeo P3. También ese año fue segundo en la Mille Miglia junto a Tonino Brivio.
En 1933, Trossi estuvo relacionado con la muerte de tres pilotos en dos sucesos diferentes. En julio, el español Pierre de Vizcaya y él viajaban en el automóvil de calle de este último, cuando de Vizcaya se golpeó la cabeza mortalmente tras intentar agarrar a su perro, que había saltado del vehículo. Al mes siguiente, en el autódromo de Monza, el automóvil de Trossi sufriría una rotura de motor durante la celebración de la primera manga del Gran Premio de Monza, dejando un reguero de aceite que sería pisado por los italianos Baconin Borzacchini y Giuseppe Campari en el inicio de la segunda manga. Ambos perderían el control de sus vehículos y sufrirían accidentes fatales.
Fue en las carreras de montaña y de voiturettes donde Trossi logró un mayor número de victorias. Fue campeón europeo de montaña de 1933.
Trossi ayudó al ingeniero Augusto Monaco a mediados de los 30 en la creación del monoplaza de competición «Monaco-Trossi». Este particular automóvil de Gran Premio tenía un motor radial de 16 cilindros (ocho en cada fila), como suele usarse en la aviación, el cual se ubicaba delante del eje delantero. La conducción resultó ser difícil y nunca compitió.
Cuando la marca Piaggio trasladó su fábrica a la ciudad natal de Trossi, Biella, por miedo a un posible bombardeo (en el transcurrir de la Segunda Guerra Mundial), él colaboró en el desarrollo del prototipo de la motocicleta MP5 Paperino.
Durante la guerra, fue contratado por Alfa Romeo para integrar su equipo de pruebas, y, una vez finalizado este conflicto, Trossi logró las que serían sus principales victorias: el Gran Premio de Italia de 1947 y el Gran Premio de Suiza de 1948, ambos con un Alfa Romeo 158 Alfetta. En la que sería su última carrera, el GP de Monza de 1948, finalizó segundo detrás de su compañero Jean-Pierre Wimille.
No tuvo la oportunidad de participar en ninguna carrera del Campeonato Mundial creado en 1950, ya que falleció un año antes a raíz de un cáncer que lo afectaba hacía ya varios años.

## Resultados

### Campeonato Europeo de Pilotos
(Clave) (negrita indica pole position) (cursiva indica vuelta rápida)
| Año     | Escudería            | 1        | 2     | 3   | 4       | 5     | 6   | 7   | Pos. | Puntos |
| ------- | -------------------- | -------- | ----- | --- | ------- | ----- | --- | --- | ---- | ------ |
| 1935    | Scuderia Ferrari     | MON Ret* | FRA   | BEL | GER     | SUI   | ITA | ESP | —*   | —*     |
| 1936    | Scuderia Torino      | MON Ret  |       |     | ITA 7   |       |     |     | 7.º  | 23     |
| 1936    | Scuderia Torino      |          | GER 8 | SUI |         |       |     |     | 7.º  | 23     |
| 1937    | Scuderia Ferrari     | BEL Ret  | GER   | MON | SUI     | ITA 8 |     |     | 17.º | 35     |
| 1938    | Officine A. Maserati | FRA      | GER   | SUI | ITA DSQ |       |     |     | 36.º | 32     |
| Fuente: |                      |          |       |     |         |       |     |     |      |        |

- * Trossi era copiloto, por lo que no que no pudo ser parte del clasificador

### Grandes Épreuvestras la Segunda Guerra Mundial
(Clave) (negrita indica pole position) (cursiva indica vuelta rápida)

| Año     | Equipo     | 1     | 2     | 3     | 4       |
| ------- | ---------- | ----- | ----- | ----- | ------- |
| 1947    | Alfa Corse | SUI 3 | BEL 3 | ITA 1 | FRA     |
| 1948    | Alfa Corse | MON   | SUI 1 | FRA   | ITA Ret |
| Fuente: |            |       |       |       |         |